# Preciosa (album)
Albums de Selena y Los Dinos
Dulce amor
(1988)
Singles
1. Terco corazón
Sortie : 1er août 1988
2. Quiero
Sortie : 31 août 1988
3. Cómo quisiera
Sortie : 27 septembre 1988
4. Yo fui aquella
Sortie : 31 octobre 1988
5. Quiero estar contigo
Sortie : 2 novembre 1988

Preciosa est le sixième album studio indépendant de Selena y los Dinos sorti le 10 août 1988 sous le label GP Records. À ce moment-là, Selena commence à vendre jusqu'à 20 000 exemplaires de ses albums. La même année, elle est finaliste pour le titre de chanteuse de l'année, tandis que la chanson Terco corazón est nommée pour le single de l'année et qu'A. B. Quintanilla III est nommé pour le compositeur de l'année aux Tejano Music Awards. Le titre de l'album est le surnom donné à Selena par sa famille et ses amis.
En 2007, l'album est remasterisé et réédité sous le nom de Classic Series, Vol. 4. Il est produit par le père de Selena, Abraham Quintanilla. Il sort sur le label de la famille, Q Productions, et EMI n'a pas été impliqué dans la collection. Le single promotionnel était Cien años.

## Contexte
En 1984, Selena enregistre son premier disque LP, Selena y Los Dinos, pour Freddie Records. Bien qu'elle ait voulu enregistrer des chansons en anglais, Selena a enregistré des compositions de musique tex-mex ; un genre masculin, de langue espagnole avec des influences allemandes, de polka, de jazz et de musique country, popularisé par les Mexicains vivant aux États-Unis. Quintanilla Jr. pensait que Selena devait enregistrer des compositions musicales liées à son héritage. Pendant les sessions d'enregistrement de l'album, Selena a dû apprendre l'espagnol phonétiquement avec les conseils de son père. En 1985, pour promouvoir l'album, Selena est apparue sur le Johnny Canales Show (en), un programme radio populaire en langue espagnole, sur lequel elle a continué à apparaître pendant plusieurs années. Selena a été découverte par le musicien Rudy Trevino, fondateur des Tejano Music Awards, où elle a remporté le prix de la chanteuse de l'année en 1987 et pendant neuf années consécutives par la suite.
En 1988, Selena est âgée de 17 ans. À cette époque, A. B. Quinatanilla et Ricky Vela écrivaient davantage de chansons et le groupe commençait à se faire un nom. Lentement mais sûrement, la base de fans commençait à grandir et Selena y Los Dinos avaient surmonté leur peur d'enregistrer et attendaient avec impatience de nouvelles sessions au studio de Manny Guerra à San Antonio. C'est sur cet album que le frère de la chanteuse est devenu le principal auteur-compositeur, ce qui lui a valu une nomination dans la catégorie auteur-compositeur de l'année aux Tejano Music Awards de 1988,,.

## Composition
A. B. Quintanilla était le principal compositeur de l'album. Il compose cinq des dix chansons. Ricky Vela collabore à la composition de l'album avec les chansons Sabes, Como te quiero Yo a ti et Cariño Mío. Juan Gabriel fait une nouvelle apparition dans la carrière discographique du groupe avec la chanson Siempre, chantée pour la première fois par Rocío Dúrcal. L'une des chansons les plus importantes enregistrées pour la production était une reprise de la chanson rendue populaire par Pedro Infante, Cien años, écrite par Rubén Fuentas et Alberto Cervantes,.

## Production et enregistrement
L'ensemble de l'album est produit par Manny Guerra. Il est enregistré et mixé au début de 1988 aux Amen Studios à San Antonio, au Texas. L'enregistrement et le mixage ont été réalisés par Manny Guerra et Abraham Quintanilla tandis que les arrangements musicaux et les finitions ont été effectués par les membres du groupe (A. B. Quintanilla, Ricky Vela et Jesse Ibarra),.

## Singles
Terco corazón sort le 1er août 1988 comme premier single de l'album sur les radios locales de musique tex-mex. La chanson est nommée dans la catégorie single de l'année aux Tejano Music Awards. Quiero est le deuxième single officiel, sorti le 31 août de la même année. Il est promue dans l'émission de Johnny Canales en 1988 et devient la chanson préférée de Selena pendant plusieurs années. En tant que troisième single officiel, Cómo quisiera est sorti le 27 septembre 1988 et fait l'objet d'une promotion sur les stations de radio locales. Il est écrit par A. B. Quintanilla. Yo fui aquella était le quatrième single de l'album. Il est sorti le 31 octobre 1988, a été promue sur diverses stations de radio locales et a été interprétée lors des Tejano Music Awards de 1989. Quiero estar contigo est le cinquième et dernier single de l'album. Il sort le 2 novembre 1988. Il s'agit du single le moins promu, car il n'a été envoyé qu'aux stations de radio locales, et ce, en raison du fait que le groupe était en train de finaliser leur prochain album, Dulce amor,.

## Liste des pistes
| Preciosa | Preciosa               | Preciosa                          | Preciosa | Preciosa | Preciosa | Preciosa | Preciosa | Preciosa | Preciosa |
| No       | Titre                  | Auteur                            | Durée    |          |          |          |          |          |          |
| -------- | ---------------------- | --------------------------------- | -------- | -------- | -------- | -------- | -------- | -------- | -------- |
| 1.       | Terco corazón          | A. B. Quintanilla                 | 2:52     |          |          |          |          |          |          |
| 2.       | Cien años              | Rubén Fuentes • Alberto Cervantes | 3:07     |          |          |          |          |          |          |
| 3.       | Siempre                | Juan Gabriel                      | 3:38     |          |          |          |          |          |          |
| 4.       | Quiero                 | A. B. Quintanilla                 | 3:14     |          |          |          |          |          |          |
| 5.       | Sabes                  | Ricky Vela                        | 2:25     |          |          |          |          |          |          |
| 6.       | Quiero estar contigo   | A. B. Quintanilla                 | 2:39     |          |          |          |          |          |          |
| 7.       | Como te quiero yo a ti | Ricky Vela                        | 3:41     |          |          |          |          |          |          |
| 8.       | Yo fui aquella         | A. B. Quintanilla                 | 3:03     |          |          |          |          |          |          |
| 9.       | Cómo quisiera          | A. B. Quintanilla • Ricky Vela    | 3:13     |          |          |          |          |          |          |
| 10.      | Cariño mío             | Ricky Vela                        | 3:25     |          |          |          |          |          |          |
| 29:58    |                        |                                   |          |          |          |          |          |          |          |

## Récompenses
Cet album vaut au groupe plusieurs nominations, en plus de la première nomination d'A. B. Quintanilla dans la catégorie auteur-compositeur de l'année. Dans ces récompenses, l'album du groupe considéré pour la catégorie album de l'année était le précédent, And the Winner Is... et non Preciosa. Ils gagnent une catégorie, celle de chanteuse de l'année pour Selena.
| Année | Nommé             | Catégorie            | Résultat   |
| ----- | ----------------- | -------------------- | ---------- |
| 1988  | Selena            | Chanteuse de l'année | Lauréat    |
| 1988  | A. B. Quintanilla | Auteur de l'année    | Nomination |
| 1988  | Terco Corazón     | Single de l'année    | Nomination |

## Crédits
Crédits adaptés de la pochette du CD.
- Selena Quintanilla - chant
- Suzette Quintanilla - batterie
- A. B. Quintanilla - basse, chœurs
- Ricky Vela -  clavier
- Jesse Ibarra - guitare
- Manny R. Guerra - producteur
- Amen Studios (San Antonio, Texas) - enregistrement et mixage
- Selena y Los Dinos - arrangements
- Nancy Lujan - styliste
- Ramón Hernández - photographe